# Carmen Gray
Carmen Gray (dawniej Jerkem) – rockowy zespół z Finlandii. Został założony latem 2000 roku. Wtedy zespół składał się jedynie z trzech obecnych członków: Lappe, J.J. i Pete. Później dołączył Nicklas.
Później, w styczniu 2003 roku O.J. dołączył do zespołu. O.J. przyniósł ze sobą muzykę i stworzył dźwięk, którego chłopcy szukali od dawna. Po dołączeniu O.J. zespół natychmiast zaczął brzmieć i wyglądać lepiej. Lappe i Tommi Tikka tworzyli piosenki zespołu już od października 2000 roku kiedy to napisali pierwszą piosenkę; współpraca ta dobrze funkcjonuje nawet dzisiaj. W maju 2005 roku chłopcy w końcu znaleźli pasującą nazwę „Carmen Gray”. Później 2005 roku, zespół zaczął osiągać kolejne sukcesy po podpisaniu kontraktu z Sony/BMG.
Ale to wszystko nie zadziało się samo. Menadżer Peter Kokljuschkin, człowiek z dużym doświadczeniem w zarządzaniu Pop/Rockowymi zespołami, odkrył zespół w 2004 roku. Carmen Gray wydał debiutancki album „Carmen Gray; The portrait of Carmen Gray” we wrześniu 2006 roku, a w listopadzie 2008 roku „Welcome To Grayland”.

## Skład
- Nicklas - wokal
- Lappe – gitara, chórki
- Pete - gitara basowa, chórki
- J.J. - keyboard, chórki
- O.J. - perkusja

## Dyskografia
- The portrait of Carmen Gray (2006)
- Welcome To Grayland (2008)
- Gates Of Loneliness (2011)